# Besenzone
Besenzone (emilián nyelven Bṡinson) település Olaszországban, Emilia-Romagna régióban, Piacenza megyében. Lakosainak száma 916 fő (2023. január 1.). Besenzone Alseno, Busseto, Cortemaggiore, Fiorenzuola d’Arda és Villanova sull’Arda községekkel határos.

## Népesség
A település népességének változása:
| Lakosok száma | 978  | 953  | 916  |
|               | 2017 | 2018 | 2023 |